# Pictures (jeu de société)
Pour les articles homonymes, voir Picture.
Pictures est un jeu de société allemand pour 3 à 5 joueurs conçu par Christian et Daniela Stör et illustré par Dominik Mayer. Il est édité pour la première fois en Allemagne en 2019 par l'éditeur PD-Verlag et le jeu ne dispose pas d'édition française. Dans le jeu, un joueur essaie de faire deviner une image aux autres joueurs en formant des figures à partir des cubes, des lacets et des bâtons contenus dans la boîte de jeu.
Pictures a remporté le prix allemand  Spiel des Jahres en 2020 qui est considéré par les joueurs comme le plus grand prix dans le domaine des jeux de société.

## Matériel
La boîte du jeu de société comprend :
- 91 cartes photos
- 48 jetons coordonnées (3 jetons par joueur)
- 24 cubes de couleur
- 6 blocs de bois
- 4 bâtons et 4 pierres
- 19 cartes symboles
- 2 lacets (1 long et 1 court)
- 4 jetons-nombre
- 4 jetons-lettre
- 4 emblèmes Pictures
- 1 sachet
- 1 bloc-notes
- 1 livret de règles

## Règles du jeu

### Mise en place
Mélangez les 91 cartes photos et tirez en 16 au hasard que vous disposerez sur la table sous la forme d'un tableau de 4 colonnes et 4 lignes. Indiquez les 4 lignes à l'aide des jetons-lettre et les 4 colonnes à l'aide des jetons-nombre?
Mettez les jetons de coordonnées dans le sachet et mélangez les.
Pour finir, chaque joueur prend un set de matériel, un stylo et une fiche du bloc-notes.

### Fin de partie
Le jeu se termine au terme des 5 manches, c'est-à-dire après que chaque joueur a tenté de faire deviner une photo avec chacun ses sets. Pour déterminer le gagnant, additionnez les points des 5 manches, si plusieurs joueurs sont à égalité, ils sont tous considérés comme gagnants.

### Extensions
Le jeu Pictures ne dispose pas d'extensions.

## Versions
Liste des éditions de Pictures au 18 septembre 2020 :
| Année | Pays                                            | Version | Éditeur             | Langues             | Nouveautés                                                    |
| ----- | ----------------------------------------------- | ------- | ------------------- | ------------------- | ------------------------------------------------------------- |
| 2019  | Drapeau de l'Allemagne · Drapeau du Royaume-Uni | 1       | PD-Verlag           | Allemand, Anglais   | -                                                             |
| 2020  | Drapeau de l'Allemagne · Drapeau du Royaume-Uni | 2       | PD-Verlag           | Allemand, Anglais   | Édition Spiel des Jahres incluant des images supplémentaires. |
| 2020  | Drapeau de l'Espagne · Drapeau du Portugal      | 1       | Ediciones MasQueOca | Espagnol, Portugais | -                                                             |
| 2020  | Drapeau de la Hongrie                           | 1       | Gém Klub Kft.       | Hongrois            | -                                                             |
| 2020  | Drapeau du Royaume-Uni                          | 1       | Rio Grande Games    | Anglais             | -                                                             |

## Récompenses
Liste des récompenses décernées à Pictures au 18 septembre 2020 :
| Année | Pays                   | Concours         | Catégorie           | Mention   |
| ----- | ---------------------- | ---------------- | ------------------- | --------- |
| 2020  | Drapeau de l'Allemagne | Spiel des Jahres | Jeu de l'année      | Vainqueur |
| 2020  | Drapeau de l'Allemagne | MinD-Spielepreis | Jeu de courte durée | Nommé     |